# 詹姆斯羅斯海峽

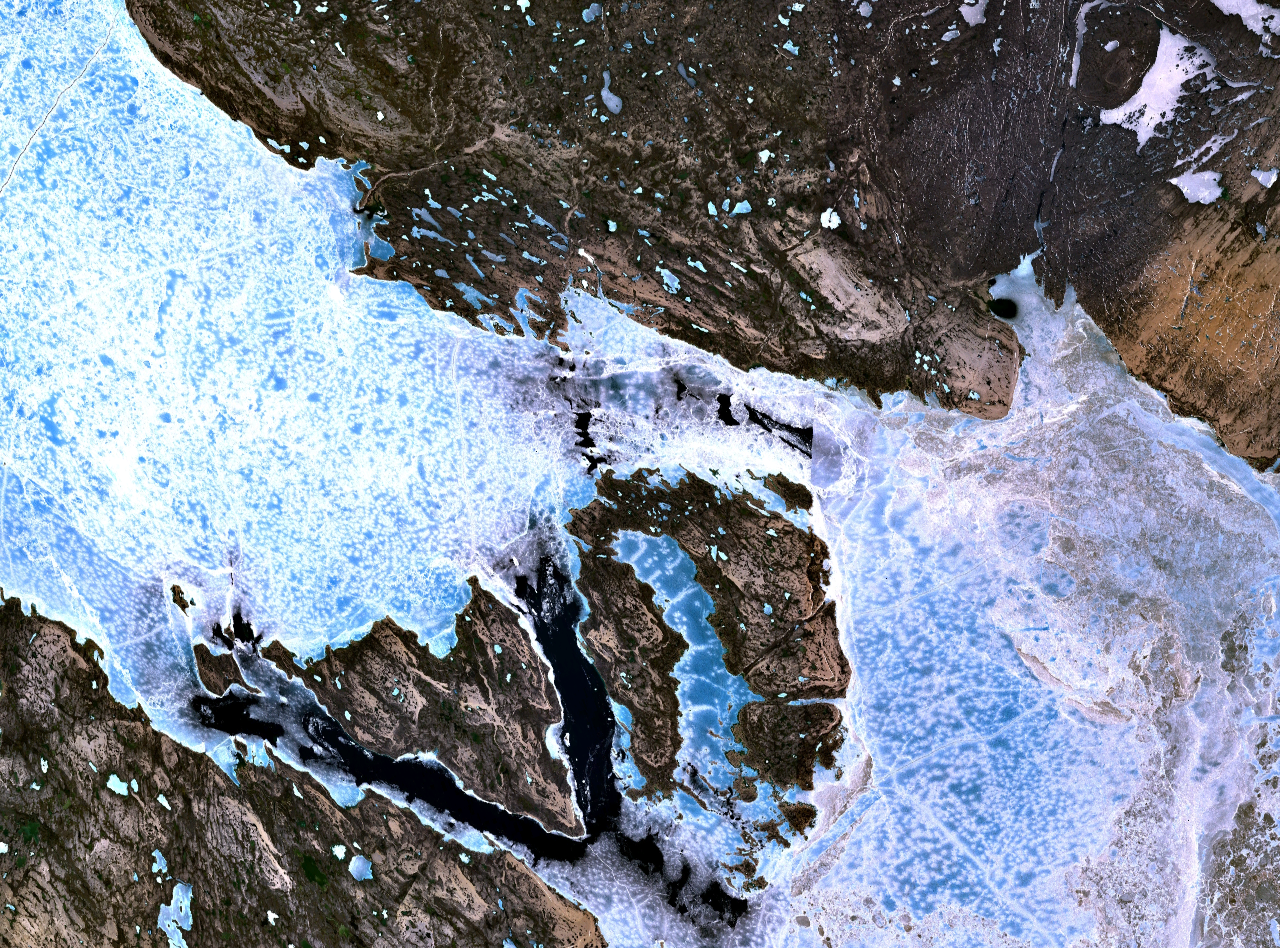

詹姆斯羅斯海峽是加拿大的海峽，位於威廉王島和布西亞半島之間的北冰洋海域，由努納武特負責管轄，長180公里、寬48至64公里。